# Marion Spadoni
Marion Spadoni (* 30. März 1905 in Werder als Marinka Krause; † 19. April 1998) war eine deutsche Zauberkünstlerin und Theater-Intendantin.

## Leben
Marion Spandoni war die Tochter des Kraftakrobaten Paul Krause-Spadoni. Er gründete nach dem Ersten Weltkrieg in Berlin eine Artistenagentur, die nach kurzer Zeit sehr bekannt wurde.
Noch während der Schulzeit erhielt Marion Spadoni Tanz- und Reitunterricht von ihrem Großonkel Schumann. Als sie 18 Jahre alt war, trat sie zum ersten Mal im Berliner Wintergarten öffentlich auf. Zusammen mit ihrer Schwester zeigte sie eine Revue unter dem Titel „Zirkus auf der Bühne“. Sie zeigte sich als Solokünstlerin, ritt „Hohe Schule“ und trat auch als Zauberkünstlerin auf.
Ihre Zauberschau war in exotischer Aufmachung.
Sie war die erste Direktorin des Berliner Friedrichstadt-Palastes (damals noch „Palast-Varieté“), den sie nach der Zerstörung im Zweiten Weltkrieg wieder aufbaute. Allerdings wurde sie von der sowjetischen Militärkommandantur trotz eines gültigen Pachtvertrages bis zum 30. November 1957 enteignet.

## Nachweise
1. ↑  lt. Korrespondenz mit dem Friedrichstadt-Palast vom 3. April 2025

| Personendaten    | Personendaten                                     |
| ---------------- | ------------------------------------------------- |
| NAME             | Spadoni, Marion                                   |
| ALTERNATIVNAMEN  | Krause, Marinka (Geburtsname)                     |
| KURZBESCHREIBUNG | deutsche Zauberkünstlerin und Theater-Intendantin |
| GEBURTSDATUM     | 30. März 1905                                     |
| GEBURTSORT       | Werder                                            |
| STERBEDATUM      | 19. April 1998                                    |
| STERBEORT        | Italien                                           |